# Rotabuggy
Der Hafner-Rotabuggy, der auch als Blitz Buggy, M.L. 10/42 Flying Jeep oder formell als Malcolm-Rotaplane bekannt ist, war ein britisches Experimentalflugzeug. Um ihn von einem Flugzeug aus in Kriegsgebiete abzuwerfen, wurde ein Willys MB Jeep zum Tragschrauber umgebaut und der Rotor durch Autorotation betrieben.

## Konstruktion und Entwicklung
Der Rotabuggy wurde von Raoul Hafner vom britischen Airborne Forces Experimental Establishment (AFEE) entwickelt, nachdem dieses bereits mit dem Hafner Rotachute einigen Erfolg gehabt hatte. Der Prototyp wurde vom AFEE konstruiert und 1943 von der R. Malcolm Ltd, der späteren M.L. Aviation, in White Waltham gebaut. Die Air Ministry Specification 10/42 für einen Special Rotating Wing Glider beschrieb das Projekt.
Voruntersuchungen zeigten, dass ein Willys MB aus einer Höhe von 2,35 m abgeworfen werden konnte, ohne Schaden zu erleiden. Um das Fahrzeug aus größeren Höhen abwerfen zu können, wurde ein Rotor mit 12,4 m Durchmesser installiert sowie ein Leitwerk. Zwei Mann Besatzung steuerten den Rotabuggy: einer als Fahrer auf dem Boden und der andere als Pilot in der Luft.
Am 16. November 1943 wurde der erste Flugversuch unternommen, bei dem der Prototyp hinter einem Diamond T Lastwagen gezogen wurde, der allerdings nicht schnell genug fuhr, um den Rotabuggy abheben zu lassen. Am 27. November wurde deshalb ein 4,5-Liter-Bentley mit Kompressor eingesetzt, um das Fahrzeug bei einer Geschwindigkeit von 72 km/h in die Luft zu bekommen. Später wurden Tests hinter einem auf der Startbahn rollenden Armstrong Whitworth Whitley Bomber durchgeführt.
Obwohl bei den anfänglichen Tests bei Geschwindigkeiten über 72 km/h starke Vibrationen auftraten, konnte am 1. Februar 1944 nach Verbesserungen eine Fluggeschwindigkeit von 113 km/h erreicht werden. Der letzte Testflug, bei dem zum ersten Mal ein freier Flug des Rotabuggy versucht werden sollte, fand am 11. September 1944 statt. Bei einer Geschwindigkeit von 136 km/h traten jedoch derart große Schwingungen und eine Hecklastigkeit auf, dass eine weitere Geschwindigkeits- und Höhensteigerung nicht mehr möglich war. Da bis dahin lediglich eine Höhe von 120 m (400 ft) erreicht worden war, war aus Sicherheitsgründen auch ein Ausklinken der Verbindung mit dem Whitley-Bomber nicht möglich. Die anschließende Landung des Gespanns verlief jedoch problemlos.
Die erfolgreiche Einführung von Lastenseglern, wie der Waco Hadrian und der Airspeed Horsa, machte den Rotabuggy überflüssig, so dass die Entwicklungsarbeiten eingestellt wurden.
Ein Nachbau des Rotabuggy ist im Museum of Army Flying in Middle Wallop ausgestellt. Hafner entwarf auch einen flugfähigen Valentine-Panzer Rotatank, der aber nie gebaut wurde.

## Technische Daten
- Länge: 6,40 m[7]
- Breite: 2,90 m
- Höhe: 2,06 m (bis zur Spitze der Rotorwelle)
- Leergewicht: 964 kg (Jeep)
- Gesamtgewicht: 1.411 kg
- Rotordurchmesser: 14,22 m
- Rotorfläche: 159,0 m2
- Höchstgeschwindigkeit: 240 km/h (150 mph, 130 kn) (Maximale Nenngeschwindigkeit)
- Sinkgeschwindigkeit: 4,9 m/s (960 ft/min) bei 77 km/h, 10,1 m/s (1.980 ft/min) bei 240 km/h